# Río Autiqui
Der Río Autiqui, alternative Schreibweise Río Autiki, ist ein etwa 54 km langer linker Nebenfluss des Río Perené in der Region Junín in Zentral-Peru.

## Flusslauf
Der Río Autiqui entspringt an der Westflanke der Cordillera San Carlos im äußersten Norden des Distrikts Pichanaqui in der Provinz Chanchamayo. Das Quellgebiet liegt auf einer Höhe von etwa 1360 m. Der Río Autiqui fließt anfangs in südsüdöstlicher Richtung durch das Hügelland. Bei Flusskilometer 20 wendet er sich allmählich in Richtung Ostsüdost und mündet schließlich bei der Ortschaft Aoti auf einer Höhe von etwa 420 m in den Río Perené. Ein größerer Nebenfluss ist der Río Anapiari von links. Unterhalb der Einmündung der Quebrada Miretoni bildet der Fluss die Grenze zur am linken Flussufer gelegenen Provinz Satipo.

## Einzugsgebiet
Der Río Autiqui entwässert ein Areal von etwa 247 km². Das Einzugsgebiet des Río Autiqui grenzt im Nordosten, im Norden sowie im nördlichen Westen an das des Río Pichis sowie im Südwesten, im Süden und im Südosten an das des Río Perené.